# クレア・フレーベル
クレア・フレーベル（Claire Froebel）は、学習研究社の雑誌『メガミマガジン』の読者コーナー「MegaTen!」に登場する架空の魔法少女。2005年にアニメ「魔法少女リリカルなのはA's」で放映されたテレビCMに登場しており事実上、同誌のマスコットキャラクターとして扱われている。
キャラクターデザインは白凪マサ、テレビCMの声優は高木礼子。

## 概要
創刊号から連載されていた読者コーナー「メガミの殿堂」が、2003年3月号より本誌がアニメディア別冊から独立創刊したことに伴うリニューアルで2003年5月号を以て終了したことを受け、6月号から開始された新コーナー「MegaTen!」で初登場。名前は使い魔の飛竜・フェルオルドと共に読者公募で決定された。「MegaTen!」には毎回、4コマ漫画「クレアちゃん劇場」が掲載されている。
以後、増刊『コミックキラリティー』で漫画「クレア学園日誌」（Vol.1掲載分は4コマ連作、Vol.2掲載分は番外編のストーリー漫画）掲載、2006年9月号で本誌折り込みピンナップ初登場、2008年7月号で「クレアちゃん劇場」総集編が別冊付録となっている。
「MegaTen!」採用時の景品やメガミマガジン編集部が行うアンケート回答時の謝礼もクレアのしおり（3種類）となっており、このしおりを3枚集めて返送すると特製テレホンカードがもらえる。

### クレア・フレーベルという人物
エルトン魔法学園初級クラス所属で、召喚魔術を専攻。しかし、魔法は不得意でフェルオルドの召喚に成功した以外はことごとく召喚の儀式に失敗している。趣味・特技は麻雀。中日ドラゴンズのファンでもある。
髪型は当初、ツインテールであったが「修行」を経て現在はストレートを首の後ろで束ねている。

## クレア以外の登場人物
フェルオルド
クレアの使い魔である白い飛竜。性別はオスで「執事」を自称している。人生経験豊富でツッコミ役に徹しているが、相次ぐ新キャラクターの登場で出番が減少していることが悩み。クレアからは「フェルちん」と呼ばれている。
シャルロット・ホーエンローエ（Charlotte Hohenlohe）
クレアの後輩。11歳の時に四大元素魔法の全てを習得し、エルトン魔法学園の開校以来最年少で「マスター」の称号を授与された天才魔法少女。愛称はロッテ。
クレアのことを「お姉さま」と呼んで慕っている。使い魔はアヒルのドナルディ。アニメに関する知識は全キャラクター中トップで、漫画やライトノベルにも詳しい。
アレクサンドラ・ローゼンバーグ（Alexandra Rosenberg）
クレアの同級生。礼儀正しいため貴族の令嬢と勘違いされることが多いが、庶民の出身でありエルトン魔法学園には奨学金で通っている。愛称はアレク。
負けず嫌いな性格で入学以来、不断の努力により優秀な成績をキープして来たが運動会のパン食い競走でクレアに思わぬ敗北を喫してからクレアを一方的にライバル視している。前述のCMに、クレアと共に主演した（声優・渡辺智美）。
ノノア（Nonoa）
読者が投稿したオリジナルキャラクターを基にデザインされた新キャラクターで、三つ編みをお下げにしている眼鏡っ娘。年齢はロッテよりも下で、マギウス魔工学院に在籍している。
幼少の折に自分をいじめていた相手に復讐すると称して登場。ノノア自身はその相手をクレアだと確信しているが、実は人違いでありクレアはノノアから勝負を挑まれるまで一面識だに無い状態であった。クレアが「修行」と称して読者コーナーを空けた際にも登場している。
皇 月女（すめらぎ つくめ）
怠惰な性格のクレアは読者コーナー担当として不適格ではないかとの声を受け、監視役として派遣された巫女。破魔矢が武器で、他のキャラクターとは異なり魔力でなく霊力を操る。
初登場時に「MegaTen!」の扉絵を1人で独占し、単独で扉絵を飾ったことが無いアレクとロッテに「勝利宣言」をしていた。
フィオナ・フレーベル（Fiona Froebel）
クレアの姉で、エルトン魔法学園のある国では高名な魔法使い。ワイルドな性格で、最近のアニメには詳しくないが一昔前のアニメに関する知識はそれなりに持ち合わせている。年齢を聞かれると本気で怒るらしい。